# Dermatofitosis
Las dermatofitosis, comúnmente llamadas tiñas (del latín tinea, "gusano roedor, polilla"), son un conjunto de micosis zoonósicas superficiales que afectan a la piel, específicamente a la epidermis, y sus anexos (uñas y pelos). Son causadas por el grupo de hongos parásitos de la queratina llamados dermatofitos. Las más habituales son las que afectan a las uñas, ingles, planta y espacios interdigitales de pies (pie de atleta), cuero cabelludo y cualquier zona de piel lampiña en cualquier localización anatómica. Producen cuadros clínicos muy variados, desde síntomas leves hasta lesiones inflamatorias intensas.

## Historia

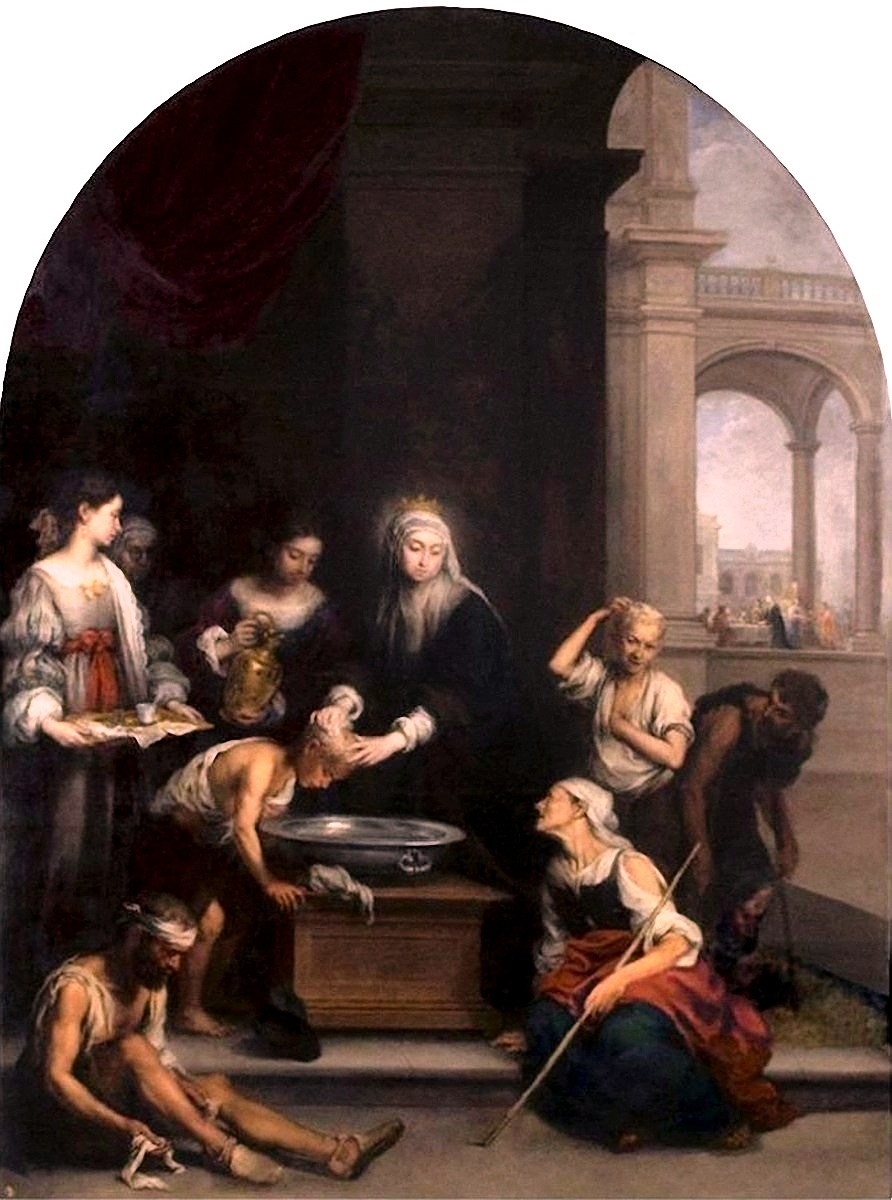
Santa Isabel de Hungría curando a los tiñosos, óleo de Bartolomé Esteban Murillo.

Los romanos acuñaron el término tinea, que significa "apolillado", que fue utilizado por Cassius en el siglo V para referirse al cuadro clínico de la tinea capitis, y él creía que era causado por insectos o gusanos. La obra de Bartolomé Esteban Murillo del siglo XVIII titulada Santa Isabel de Hungría curando a los tiñosos es una prueba del conocimiento que se tenía de esta enfermedad. En la América precolombina, fray Bernardino de Sahagún describe estos padecimientos.
Los primeros trabajos científicos de estas enfermedades fueron realizados por Remark en 1834, divulgados por Schoenlein en 1939. Su trabajo sobre favus describió la enfermedad con una etiología de origen vegetal; sin embargo, no se desarrolló cuando se autoinoculó la misma. Después, en 1841, David Gruby aisló a M. canis y M. audouinii, y con esto creó el género Microsporum. También aisló el agente etiológico del favus y provocó la enfermedad en piel sana, hecho de suma importancia por adelantarse cuatro décadas a los postulados de Koch. En 1845, Pehr Henrik Malmsten creó el género Trichophyton, al describir a T. mentagrophytes y T. tonsurans, y a través de su libro Historie Naturelle des vegétaux parasites, Charles Philippe Robin los asociaba con las dermatofitosis.
Sabouraud, discípulo de Louis Pasteur, creó el género Epidemophyton en 1907, y en 1910 publicó su trabajo Las teignes, que divide a los dermatofitos en cuatro géneros: Trichophyton, Microsporum, Achorion y Epidemophyron, pero en 1930, Langeron y Milochevitch reordenaron de nuevo a los dermatofitos eliminando al género Achorion. El primer dermatofito geofílico fue aislado por Vanbreuseghem en 1952, creando al género Keratinomyces, pero su único miembro, K. ajelloi, se reclasificó dentro de Tricophyton.

## Clasificación
Clínicamente, las infecciones por tiña se clasifican de acuerdo con la profundidad y la región del cuerpo afectada:
Tiñas superficiales
- Tinea capitis o tiña de la cabeza: es la infección del cuero cabelludo.
- Tinea corporis o tiña del cuerpo: es la infección del tronco y las extremidades.
- Tinea cruris o tiña crural o tiña de la ingle: es la afección en la ingle.
- Tinea manuum o tiña de la mano: es la infección de las palmas y la región interdigital.
- Tinea pedis o tiña del pie o pie de atleta: afecta principalmente a los pies en las plantas de los mismos y las zonas interdigitales.
- Tinea barbae o tiña de la barbilla: es la infección de la barba y del área del cuello.
- Tinea faciale o tiña de la cara: es la infección de la cara.
- Tinea unguium o tiña ungueal o tiña de la uña (una forma de onicomicosis): es la infección de la uñas.

Tiñas profundas
- querión de Celso
- tiña fávica o favus
- granuloma tricofítico
- micetoma
- enfermedad dermatofítica o de Hadida

Otras
- tiña imbrincada o Tokelau

Si la tiña es en las uñas o en la piel, lo más probable es que se trate de un hongo queratofílico; en cambio, si se encuentra en el pelo, es probable que sea un hongo melaninofílico.

## Epidemiología
La incidencia de las dermatofitosis es cosmopolita y afecta a ambos sexos y a todas las edades (aunque varía por padecimiento), siendo más frecuentes en climas cálidos y húmedos. Los dematofitos son los que tienen una distribución específica para las zonas geográficas. Diversas circunstancias de tipo sociológico (migraciones, viajes, cambios en hábitos de higiene, universalización de prácticas deportivas) y climáticas hacen que la epidemiología de las dermatofitosis sea muy cambiante en plazos de pocos años.

### Contagio
La fuente de infección depende del hábitat del dermatofito. Los dermatofitos geofílicos o terrestres, por ejemplo, pueden infectar por el contacto con la tierra. Entre los medios más comunes de contagio encontramos el contacto directo con animales o humanos tiñosos (dermatofitos zoofílicos y antropofílicos, respectivamente) y el contagio por fómites (sábanas, almohadas, cepillos, peines, zapatos o toallas). El contacto de esporas de dermatofitos con la piel y anexos es capaz de generar la enfermedad, aunque se ha sugerido la posibilidad de una predisposición tisular, genética e inmunológica.
Las tiñas pueden presentarse en todas las edades y en ambos sexos; sin embargo, en algunas entidades hay preferencias. Hay algunas actividades que favorecen a la dermatofitosis, por ejemplo, los militares, deportistas y nadadores suelen tener una frecuencia alta en presentar tinea pedis. Excepto para la tiña imbricada o tokelau, propia del medio rural y regiones geográficas restringidas como África y la región polinesia, no hay susceptibilidad de raza.
El periodo de incubación es variable, normalmente de 7 a 15 días. En el caso de algunas tiñas como la tinea corporis o la tinea capitis el periodo de incubación es más rápido y fluctúa entre 1 y 5 días. La cantidad del inóculo influye en el periodo de incubación. Entre los factores predisponentes para desarrollar la enfermedad se encuentra el vivir en climas cálidos o húmedos, en condiciones de hacinamiento, el uso de zapato cerrado o ropa sintética. La presencia de diabetes mellitus y el uso de esteroides de tópicos.

### Frecuencia
En España, las dermatofitosis forman el 67,2 % de los casos de micosis, con predominio de la tiña del cuerpo (44,1 %), seguida de la tiña de los pies (25,8 %) y la tiña inguinal (16,5 %). En Venezuela, las dermatofitosis representan el 41,2 % de las micosis, mientras que en Uruguay representan el 59,9 % de las mismas, lugar donde estas tiene una mayor incidencia en mujeres (58,6 %) y en la niñez. En Argentina, las dermatofitosis son más frecuentes en mujeres (63 %) y representan el 57,4 % de los casos. En México, 31,1 % de las micosis son superficiales y de ellas el 44,2 % son causadas por dermatofitos, donde el 71,2 % es causado por T. rubrum y el 6,9 % por T. tonsurans.
| Especie           | España | Uruguay | Argentina | México |
| ----------------- | ------ | ------- | --------- | ------ |
| M. canis          | 34 %   | 43,2 %  | ?         | ?      |
| T. mentagrophytes | 40 %   | 23,9 %  | 3,8 %     | ?      |
| T. rubrum         | 18 %   | 22,6 %  | 48 %      | 71,2 % |
| E. floccosum      | 7 %    | 5,8 %   | ?         | ?      |
| M. gyspeum        | ?      | 2,6 %   | ?         | ?      |
| T. verrucosum     | ?      | 1,9 %   | ?         | ?      |
| T. tonsurans      | ?      | ?       | ?         | 6,9 %  |

### Latineaen México
En 1957, se reporta que entre el 70 y el 80 % de las micosis son por dermatofitos. Hasta antes de los años 80s se había reportado una frecuencia mayor de dermatofitosis en mujeres. Como se ve en la tabla, en la década de los 50s el cuadro con mayor incidencia es tinea capitis, pero con el paso de los años el padecimiento fue perdiendo incidencia. Se cree que esto se debe a la mejoría de las medidas de higiene y los servicios de salud y el aumento de la incidencia de las demás dermatofitosis. Se cree que el aumento de la incidencia de tinea pedis conforme al tiempo se debe a la introducción del calzado con material sintético.
| Cuadro clínico | 1952   | 1979   | 1980 | 1990 | 2000  |
| -------------- | ------ | ------ | ---- | ---- | ----- |
| Tinea pedis    | 17,5 % | 48 %   | 30 % | 26 % | 5 3%  |
| Tinea unguium  | 9,2 %  | 16 %   | 42 % | 60 % | 25 %  |
| Tinea capitis  | 53,7 % | 3,8 %  | ?    | ?    | 1,8 % |
| Tinea corporis | 19,6 % | 19,3 % | ?    | ?    | 15 %  |
| Tinea cruris   | ?      | ?      | 13 % | ?    | 5,6 % |

## Etiología
Los dermatofitos causantes de la mayoría de las dermatofitosis son los siguientes
- Microsporum

Microsporum canis
Microsporum gypseum
Microsporum audouinii
Microsporum ferrugineum
- Trichophyton

Trichophyton rubrum
Trichophyton tonsurans
Trichophyton interdigitale
Trichophyton mentagrophytes
Trichophyton violaceum
Trichophyton verrucosum
- Epidermophyton

Epidermophyton floccosum

## Patogenia
Las micosis en general presentan un modelo que incluye dos factores básicos para su desarrollo, el hospedador (microorganismo) y el huésped (medio del microorganismo). El hospedador, quien presenta factores intrínsecos y extrínsecos, tiene una resistencia inespecífica que le otorga inmunidad natural llamada factor antidermofítico, un factor sérico capaz de suprimir el crecimiento de dermatofitos y limitar las formas inflamatorias. El factor antidermofítico está asociado a una transferrina insaturada y al capturar el hierro, necesario para la adaptación de los dermatofitos al estrato córneo, suprime su crecimiento. Así mismo, la inmunidad del individuo depende de factores nutricionales, nivel de inmunidad, factores hormonales, edad, sexo conservación del pH, ácidos grasos y continuidad de las barreras naturales. Una vez que el patógeno ha superado la inmunidad natural del huésped ayudado por los factores predisponentes se produce la proliferación del mismo. El síntoma de mayor importancia y característico de las tiñas es el prurito (intenso picor), esto se debe a la parasitación del estrato córneo y la producción de metabolitos tóxicos por los dermatofitos patógenos.
Patogénesis en piel lampiña
La tiña en la piel lampiña se desarrolla por el contacto de la misma con esporas, a los 8 días se forma una pápula o vesícula eritematosa o pruriginosa. En el caso de las tiñas tricofíticas se presenta una placa concéntrica, y cuando se encuentra en pliegues como los interdigitales, los inguinales o los submamarios, se extiende a través de ellos. En el caso de la tinea unguium, la mayoría de las veces es secundaria a la tinea pedis o a la tinea manuum. Las esporas inician un ataque a nivel de la base de la uña. Como la queratina de las uñas es una estructura rígida y compacta el padecimiento se vuelve crónico.
Patogénesis en el cuero cabelludo
El primer contacto se hace sobre el cuero cabelludo y nunca con los pelos, la lesión primaria es una pápula pequeña y poco pruriginosa. A los 6 o 7 días se observa un ataque de los pelos a nivel de la porción infrafolicular. Es importante mencionar que solo se parasitan pelos en crecimiento. 2 a 3 semanas después se presenta una placa pseusoalopécica con múltiples pelos cortos de 2 a 5 mm y gran cantidad de escamas del cuero cabelludo. La reacción inflamatoria depende del huésped y los agentes etiológicos. Los pelos parasitados no crecen; sin embargo, la queratopoyesis aumenta. En este punto puede decirse que "tanta queratina se produce como se degrada". Aunque la presencia del patógeno en el cuero cabelludo no necesariamente desarrolla la enfermedad (estado de portador presente).

## Cuadros clínicos
Como se ha visto, las dermatofitosis se dividen dependiendo de la región anatómica donde se presenten. Algunas pueden tener una etiología exclusiva.

### Tinea capitiso tiña de la cabeza
Es una infección o parasitación del pelo, cuero cabelludo y anexos. Es causado por los géneros Microsporum y Trichophyton, en México, se encuentra M. canis (80 %) y T. tonsurans (15 %). Puede relacionarse a pediculosis (17 %), ya que Pedículus hominis es capaz de transportar esporas. Es una enfermedad casi exclusiva de niños (97 %) (y algunas personas inmunodeprimidas y mujeres con algún desorden hormonal [3 %]) debido a factores que cambian durante la pubertad como el pH y los ácidos grasos por la estimulación de las glándulas sebáceas. En niños que no han recibido tratamiento, la enfermedad tiende a involucionar al llegar a la pubertad.
La clasificación de la tinea capitis con base en sus aspectos clínicos es:
Tiña seca de la cabeza. Puede ser tricofítica o microspórica. En ella se encuentran una o varias placas pseudoalopécicas, pelos pequeños cortos de 2 a 5 mm que pueden ser blanquecinos (por la presencia de esporas) y prúrito.
- Microspórica. Usualmente causada por M. canis, consta de una placa grande, circular, escamosa y pseudoalopécica cuyos cabellos parecen haber sido cortados al mismo nivel (sesgados).
- Tricofítica. Principalmente causada por T. tonsurans que forma varias placas pequeñas, escamosas y con pocos pelos cortos que da la impresión de "escopetazo".

Tiña inflamatoria o querión de Celso. Generalmente es producida por especies zoofílicas como M. canis y T. mentagrophytes. El origen inflamatorio no se debe a la cepa sino a la respuesta del hospedero. A comparación con la tiña seca, donde puede decirse que el organismo no se ha enterado de la presencia de la enfermedad, el organismo reconoce a los antígenos del hongo e inicia una respuesta inflamatoria agresiva. Se encuentran una o varias placas pseudoalopécicas, con descamación y pelos cortos, pero con eritema más marcado que la tiña seca e inflamación creciente que genera una lesión tumoral de bordes definidos y cubierta de pústulas que dan la impresión de un "panal de abejas", dolor y adenopatías retroauriculares. La respuesta inflamatoria cesa a las 8 semanas y deja como resultado fibrosis que puede incluir alopecia.

### Tinea barbaeo tiña de la barba
Es una dermatofitosis crónica propia de los hombres adultos que afecta a la cara y el cuello, en especial en áreas pilosas. Es producida por algunas especies de Trichophyton y Microsporum, en México los casos son causados por T. mentagrophytes (80 %), T ochraceum (T verrucosum) y M. canis. Esta tiña es rara en países como México, pero frecuente en Europa, Australia, Nueva Zelanda y Estados Unidos y está asociada a zonas de crianza de bovinos, su vector biológico; sin embargo, en raras ocasiones puede ser contagiada por el rasurado.
El padecimiento se origina por el contacto de las esporas con la piel, se inicia como una tiña del cuerpo, con una pequeña zona rojiza que al crecer forma una placa eritemato-escamosa y luego se parasitan los pelos hasta la base (similar al querión de Celso). Otra forma de inicio es por traumatismos (rasurado), haciendo que las esporas entren más fácilmente y tengan una mayor probabilidad de ser reconocidas por el sistema inmune. Por lo general, el cuadro se asocia con impétigo bacteriano, y el paciente puede presentar adenopatías.
Entre los diferenciales encontramos: Alopecia areata, Tricotilomanía, foliculitis bacteriana, carbunco, dermatitis seborréica, acné (pustuloso o con globata), sifílides pustulares, dermatitis por contacto e impétigo.

### Tinea corporiso tiña del cuerpo
Es una dermatofitosis superficial de piel lampiña causada por especies de los géneros Trichophyton (T. rubrum 70 %) y Microsporum (M. canis 20 %). Es un padecimiento cosmopolita con una incidencia elevada en climas tropicales y húmedos. La fuente de infección es el contacto directo con esporas o hifas, provenientes de animales, fómites y humanos. Es común la autoinoculación por parte de los pies en una persona con tinea pedis.
La tiña se presenta en cualquier parte del cuerpo. Predomina en el tronco (50 %), extremidades (28 %) y cara (22 %). En el sitio de contacto suele presentarse una pápula rojiza y pruriginosa que se extiende hasta formar lesiones circulares eritematoescamosas, limitadas por un borde activo (donde reside el hongo). Cuando la tiña se da en un pliegue, el crecimiento no es radial sino que sigue a la zona del roce.
La tiña del cuerpo se presenta en dos modalidades, microspórica y tricofítica. La tinea corporis es microspórica cuando presenta múltiples placas eritematoescamosas circulares y bien delimitadas. Se presentan en diversas partes del cuerpo y es más frecuente en niños. La tinea corporis tricofítica y se caracteriza por pocas placas circulares eritematoescamosas y ser más frecuente en niños.
Entre los diagnósticos diferenciales encontramos: granuloma anular, pitiriasis rosada de Gilbert, eccema nodular, eccemátides, eritema anular centrífugo, lesiones anulares de lepra tuberculoide, mal de pinto temprano, psoriasis localizada, impétigo costroso, dermatitis seborréica, dermatitis por contacto, pitiriasis versicolor y candidiosis.

### Tinea manuumo tiña de la mano
Esta dermatofitosis afecta a las plantas y palmas de las manos, es causada por especies del género Trichophyton (T. rubrum, 80 %; T. mentagrophytes, 15 %). Es una enfermedad cosmopolita causada por autoinoculación en individuos con tinea pedis y puede formar parte del síndrome dos pies, una mano caracterizado por la presencia de tiña en ambos pies y una mano. Presenta un inicio vesicular-eritematoso en las palmas que al romperse dan placas eritemo-escamosas.
Entre el diagnóstico diferencial de Tinea manuum encontramos: candidiosis, psoriasis, liquen plano, queratólisis puntata palmar.

### Tinea cruriso tiña de la ingle
Esta dermatofitosis afecta la región inguino-crural, periné y en raras ocasiones, genitales. Es causado por Trichophyton (T. rubrum 85 %, T. mentagrophytes 10 %) y Epidermophyton (E. flocossum 5 %). Este padecimiento cosmopolita se presenta en climas cálidos y húmedos. Su fuente de infección es por contacto directo con otra persona o por medio de fomites, aunque puede ser autoinoculado en pacientes con tinea pedis. Este padecimiento es casi exclusivo de adultos entre 30 y 40 años, predominantemente en hombres. La patogenia es bastante similar a la tinea corporis.
Entre los diagnósticos diferenciales se encuentran: candidiosis, eritrasma, psoriasis, dermatitis seborréica, liquen plano, dermatitis por contacto, neurodermatitis del escroto.

### Tiña pediso tiña del pie
Comúnmente conocida como pie de atleta, es una de las dermatofitosis más comunes y afecta a los pliegues interdigitales, las plantas del pie y raras veces el dorso. Es un padecimiento cosmopólita, encontrado frecuentemente en climas cálidos y húmedos. Su fuente de infección es a través de otra persona enferma que ha dejado esporas en fómites como piscinas, baños públicos, toallas, calcetines y calzado. Antes era considerada una enfermedad exclusiva de adultos, pero con la introducción del calzado para recién nacidos suelen reportarse casos en este grupo de edad. Suele presentarse más en el sexo masculino, ya que usan más frecuentemente zapatos cerrados. Por esta razón se considera un padecimiento urbano.
Las especies que más se aíslan en este padecimiento son: T. rubrum (85 %), T. mentagrophytes (incluyendo a T. interdigitale, 15 %) y E. floccosum (5 %). Su patogenia es similar a la tinea corporis, pero generalmente con un inicio en los espacios intedigitales. Tinea pedis se clasifica en 3 tipos:
- Intertriginosa. Con localización entre los pliegues de los dedos en forma de maceración, es poco pruriginosa, es la más común.
- Vesiculosa. Se caracteriza por la presencia de pequeñas vesículas, que se localizan en la planta y el dorso del pie, al romperse las vesículas forman zonas de escamas y costras melicéricas altamente pruriginosas. A veces se le conoce como "tiña en mocasín".
- Hiperqueratósica. En ella se presenta una extensa hiperqueratosis, predominando en la zona plantar.

Tinea pedis puede presentar varias complicaciones: dermatitis por contacto, impétigo e ides. Los diagnósticos diferenciales incluyen: candidiosis, dermatitis por contacto, psoriasis pustulosa, queratólisis puntata-plantar, hiperhidrosis, hiperqueratosis plantar, sífilis y feohifomicosis por Scytalidium dimidiatum.

### Tinea unguiumo tiña de las uñas
También llamada onicomicosis dermatofítica, es una dermatofitosis crónica propia de los adultos que afecta a las uñas de los pies y manos (90 % y 10 % respectivamente), generalmente causada por Trichophyton (T. rubrum, 85 %; T. mentagrophites, 10 %). Son padecimientos ubicuos, iniciados siempre por autoinoculación de otras tiñas y predomina más en el sexo masculino. Se ha sugerido que el padecimiento inicie por el rascado de otras tiñas con base en el hecho de que la mayoría comienza en el borde libre de la uña de donde comienzan a avanzar hacia la base. Las uñas afectadas se vuelven opacas, amarillentas, quebradizas y polvorosas. Como respuesta, las uñas se hiperqueratizan, aumentando su volumen de 3 a 4 veces. El foco de diseminación es el "polvo de uñas" que genera la descamación de la uña. Debido a que el padecimiento es asintomático, los pacientes acuden cuando ya tienen parasitadas varias uñas.
Las onicomicosis se dividen en:
- Subungueal
  - Distal
  - Lateral
  - Proximal
- Blanca superficial
- Distrófica total.

Entre los diagnósticos diferenciales encontramos: Onicomicosis por: Candida, Scopulariopsis brevicaulis, Aspergillus, Seytalidium hyalinum, Hendersónula toruloidea; liquen plano, psoriasis, dermatitis crónica,  exostosis subungueal y distrofia media ungueal.

## Tratamiento
| Se recomienda usar terapia sistémica en: 1. Tinea capitis, querion de Celso y tinea barbae 2. Tinea unguium (preferentemente) 3. Tiñas crónicas, extensas o recidivantes 4. Dermatofitosis profundas (granuloma dermatofítico y enfermedad de Hadida) 5. Tiñas corticoestropedas 6. Tiñas que no respondan al tratamiento tópico |

El tratamiento de las dermatofitosis depende específicamente de la tiña. Existen dos tipos de terapia, la terapia sistémica y la terapia tópica.
Tinea capitis
El tratamiento con griseofulvina, la dosis recomendada es de 10-20 mg/kg/día durante el tiempo de queratopoyesis (40 días). Cuando se trata de la tiña inflamatoria (querion de Celso) suelen agregarse AINEs. Cuando se trata de tiña seca suelen usarse champús con alquitrán, disulfuro de selenio o ketoconazol, ya que pueden inactivar esporas. Se ha reportado poca resistencia a griseofulvina, en cuyo caso se usa terbinafina oral durante el mismo periodo.
Tinea unguium